# Nanjixiang (ort i Kina, Jiangxi Sheng, lat 28,95, long 116,35)
Nanjixiang är en ort i Kina. Den ligger i provinsen Jiangxi, i den sydöstra delen av landet, omkring 54 kilometer nordost om provinshuvudstaden Nanchang. Antalet invånare är 3 289. Befolkningen består av 1 607 kvinnor och 1 682 män. Barn under 15 år utgör 25,0 %, vuxna 15-64 år 65 %, och äldre över 65 år 9,0 %.
Runt Nanjixiang är det tätbefolkat, med 442 invånare per kvadratkilometer. Närmaste större samhälle är Lianhu, 19,1 km öster om Nanjixiang. Trakten runt Nanjixiang består till största delen av jordbruksmark.
Genomsnittlig årsnederbörd är 2 373 millimeter. Den regnigaste månaden är juni, med i genomsnitt 357 mm nederbörd, och den torraste är oktober, med 36 mm nederbörd.